# Geisleden
Geisleden ist eine Gemeinde im thüringischen Landkreis Eichsfeld. Sie gehört zur Verwaltungsgemeinschaft Leinetal.

## Geographie

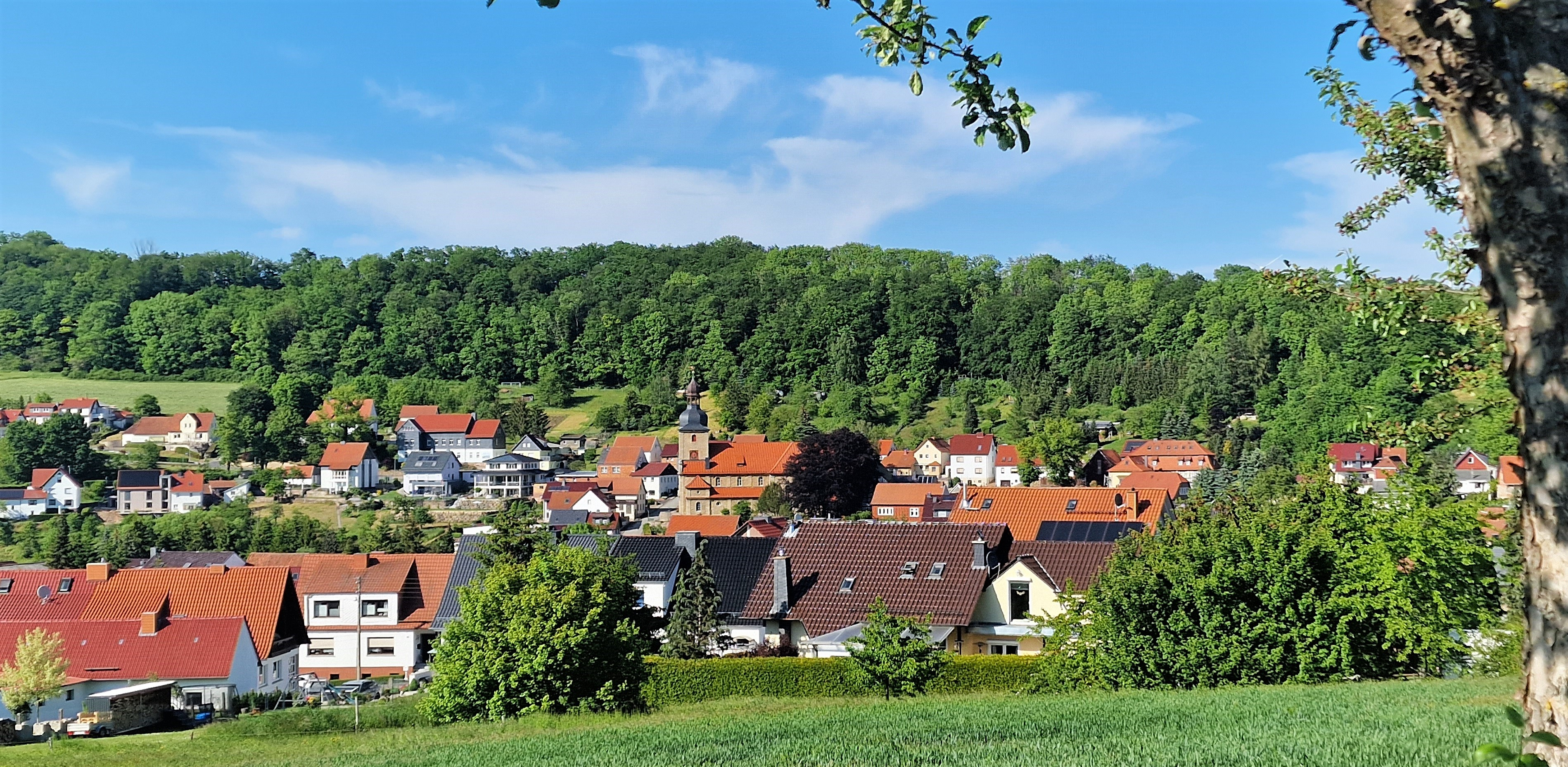
Blick auf Geisleden vom Freilandkreuzweg

Geisleden liegt ungefähr vier Kilometer südöstlich von Heiligenstadt im Tal der Geislede. Weitere Nachbarorte sind Bodenrode-Westhausen im Norden, Kreuzebra im Osten und Heuthen im Südosten.
Nördlich liegt der Dün mit dem Kirchloh (438 m) und der Steinrunde (475 m), im Süden die Obereichsfelder Höhe mit dem Warteberg (516 m). Verkehrsmäßig ist der Ort über die Landesstraßen L 1005 Heiligenstadt–Dingelstädt sowie L 2020 Bodenrode–Heuthen angeschlossen.

## Geschichte

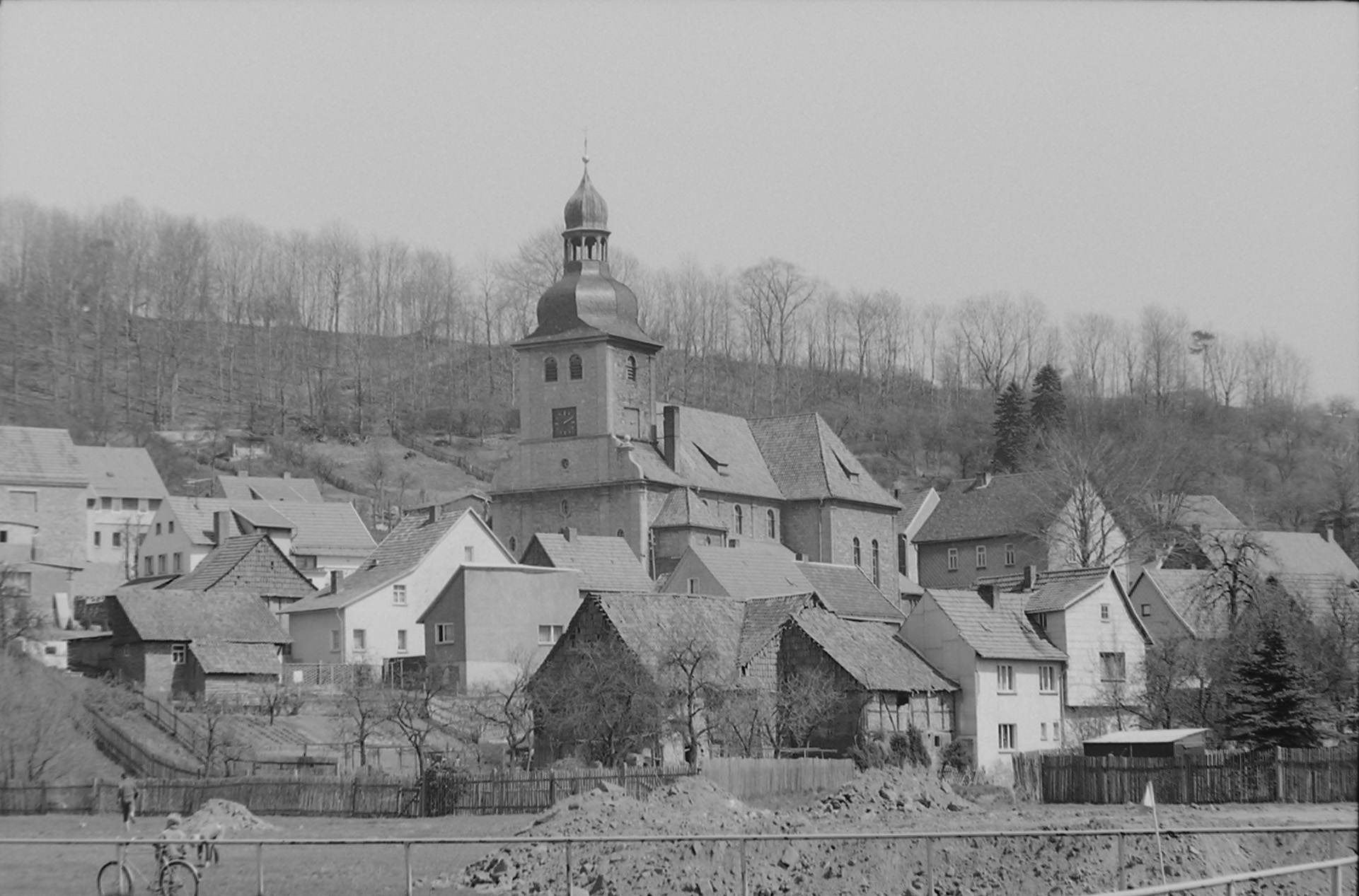
Geisleden im Jahr 1988

Urkundlich erwähnt wird Geisleden schon um das Jahr 1022 als kaiserliches Reichsdorf, als Heinrich der II. dem Stift in Heiligenstadt dabei einige Besitzungen, unter anderem zwei Höfe in Geisleden schenkt. 1028 fand in Geisleden eine von Erzbischof Aribo einberufene Synode statt, in der es um den Streit zwischen dem Mainzer Erzbischof und dem Bischof von Hildesheim Godehard um das Stift Gandersheim ging. Voraussetzung für den Aufenthalt des Kaisers und die Durchführung einer Synode waren eine ausreichend große Hofhaltung und das Vorhandensein einer Kirche. Beim Durchzug des Mühlhäuser Haufens durch das Eichsfeld warb der Vater von Thomas Müntzer in Geisleden um Teilnahme am Feldzug, erhielt vermutlich aber nur Brot und Bier. Ende des 16. Jahrhunderts erwarb Leopold von Stralendorf, Oberamtmann des Eichsfeldes, in Geisleden mehrere Höfe. Geisleden zählte zu den wenigen Dörfern im Eichsfeld, die nicht evangelisch geworden waren.
Am 9. April 1945 wurde Geisleden von der US Army besetzt. Vorausgegangen war Artilleriebeschuss mit Schäden an zahlreichen Häusern. Drei Zivilpersonen wurden dabei getötet. Zwei Wehrmachtssoldaten wurden auf dem Gemeindefriedhof beerdigt. Anfang Juli erfolgte die Besetzung durch Rote Armee und die Eingliederung in die SBZ, ab 1949 DDR.

### Namensherkunft
Der Name Geisleden könnte sich von „Geis-laha“ für Ziegenlache/–bach oder auch Geisbach ableiten. Ein Oberlauf der Geislede heißt noch heute „Gieselbach“. Eine weitere Erklärung ist von „Geisl-aha“ für Geißel oder schlängeln und Wasser, also gieselndes Wasser denkbar.

### Adelsgeschlecht von Geisleden
Vom 13.–14. Jahrhundert ist ein Adelsgeschlecht von Geisleden bekannt. Sie besaßen das Vogteirecht über Geisleden und die Altstadt von Heiligenstadt mit weiteren Orten. Vermutlich besaßen sie bereits das Vogtsamt über den Königshof in Geisleden, wo zahlreichen Urkunden ausgefertigt wurden und der Mainzer Erzbischof Aribo eine Synode abhielt. Folgende Mitglieder der Familie sind nachgewiesen:
- Ordemar von Gezlede (1269)[7]
- Bertholdus de Geyzelede (1283)[8]
- Werner von Geisleden (1323), Bürger in Heiligenstadt[9]
- Hugo von Geisleden (1338), Scholaster am St. Martinstift zu Heiligenstadt[10]
- Hug und Johann von Geisleden (1341), Burgmänner auf Burg Rusteberg, verkaufen ihren Anteil an der Vogtei Heiligenstadt[11]
  - Gebrüder von Geisleden (1341), verkaufen dem Mainzer Erzbischof das Dorf Neuseesen[12]
- Henrich von Geisleden (1347), als Zeuge[13]
- Wedekind von Geisleden (1373)[14]

### Einwohnerentwicklung
Entwicklung der Einwohnerzahl (31. Dezember):
| - 1994: 1.201 - 1995: 1.191 - 1996: 1.188 - 1997: 1.183 - 1998: 1.189 - 1999: 1.189 | - 2000: 1.176 - 2001: 1.160 - 2002: 1.160 - 2003: 1.164 - 2004: 1.144 - 2005: 1.126 | - 2006: 1.115 - 2007: 1.075 - 2008: 1.063 - 2009: 1.048 - 2010: 1.034 - 2011: 1.009 | - 2012: 1.001 - 2013: 0981 - 2014: 0994 - 2015: 0990 - 2016: 0972 - 2017: 0980 | - 2018: 985 - 2019: 974 - 2020: 971 - 2021: 975 - 2022: 975 |

Datenquelle: Thüringer Landesamt für Statistik

## Politik

### Gemeinderat
Der Rat der Gemeinde Geisleden besteht aus 6 Ratsfrauen und Ratsherren.
- CDU  3 Sitze
- FW 3 Sitze

(Stand: Kommunalwahl  am 25. Mai 2014)

### Bürgermeister
Die ehrenamtliche Bürgermeisterin Marion Frant (CDU) wurde am 19. Juni 2016 gewählt. Bei der Kommunalwahl am 12. Juni 2022 wurde sie mit 94,9 % der Wählerstimmen im Amt bestätigt.

### Wappen
Blasonierung: „In Rot mit silbernen, zweifach geteilten Wellenflanken eine golden bekleidete Frau in Eichsfelder Tracht auf einem silbernen Schemel sitzend, die Rechte an einem silbernen Spinnrocken, mit der Linken eine silberne Spinnwirtel haltend.“

## Infrastruktur
Am südöstlichen Dorfrand befindet sich ein Gewerbegebiet. Im Landschaftsschutzgebiet wurde 1998 ein Windpark errichtet, der wegen technischer Mängel 2001/02 wieder demontiert wurde. Am gleichen Standort, auf der Steinrunde, entsteht ein neuer Windpark. Vier von sieben geplanten großen Windkraftanlagen waren im November 2010 montiert.
Durch Geisleden verläuft der Unstrut-Leine Verbindungsradwanderweg. An dem Ort führt der Pilgerweg Loccum–Volkenroda entlang.

## Religion

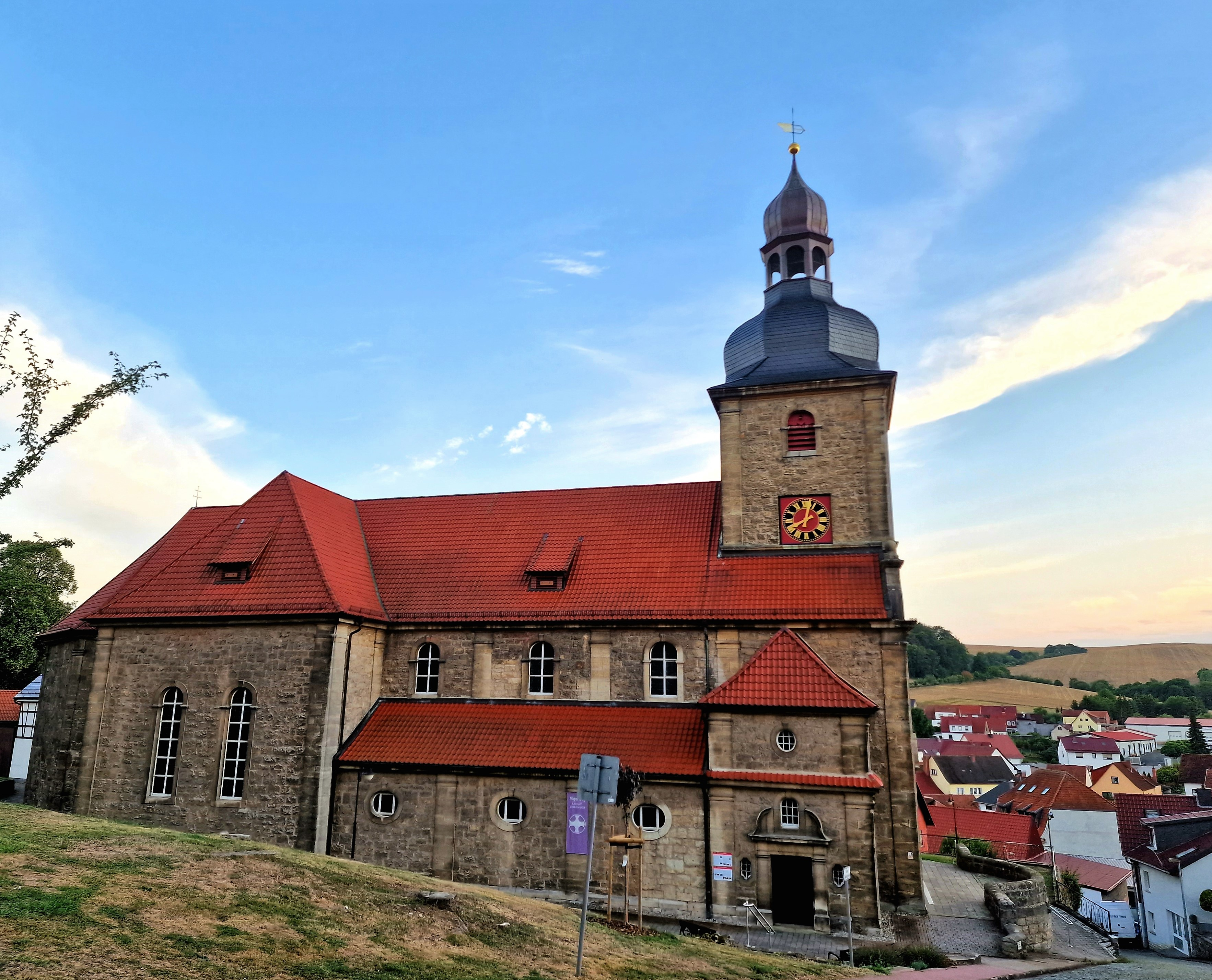
St. Cosmas und Damian zu Geisleden im Eichsfeld

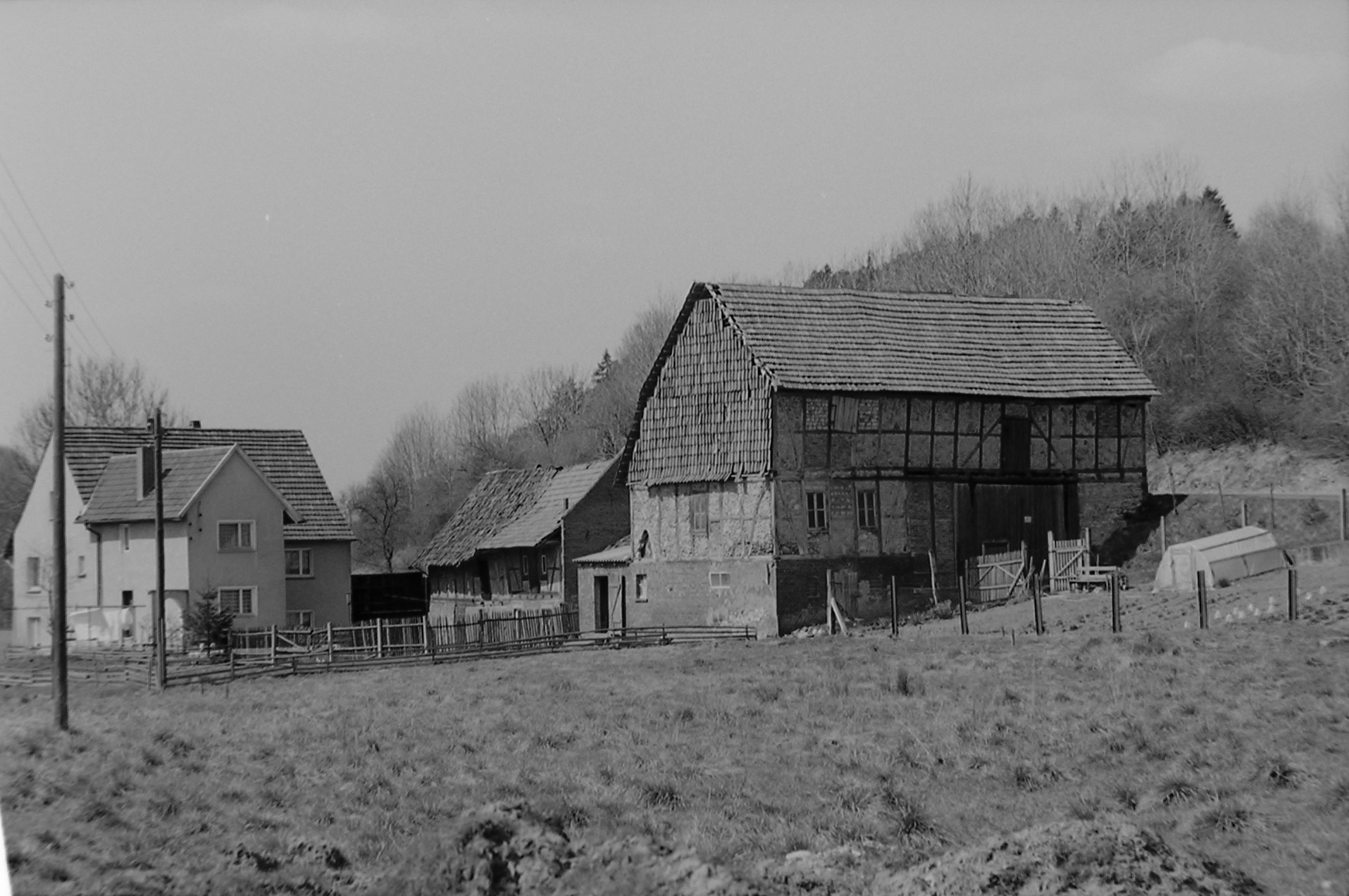
Die Ölberg- oder Obermühle 1988

Geisleden ist Sitz einer katholischen Pfarrei. Kirchliche Filialen sind St. Martin Flinsberg und St. Nikolaus Heuthen.

## Kultur und Sehenswürdigkeiten

### Kirche
- Die Kirche aus den Jahren 1780 bis 1783 ist den Heiligen Cosmas und Damian geweiht. 1923/24 erfolgte ein Um- und Erweiterungsbau.

### Mühlen
Im Ort waren vier, zum Teil denkmalgeschützte, Mühlen vorhanden.
- Die Ankermühle war als Vierseithof angelegt, sie stammt aus dem 16. Jahrhundert und war bis 1960 in Betrieb, von ihr blieb nur die Scheune erhalten.
- Die Biegemühle liegt nordwestlich der Ortslage, sie war ebenfalls schon vor 1600 in Betrieb, zuletzt wurde in ihr 1962 Getreide gemahlen, jetzt wird sie als Wohnhaus genutzt.
- Die Einödsmühle – auch Mittelmühle – war bereits 1311 bekannt. Die Mühle brannte 1912 und 1962, deshalb wurde ihr Betrieb eingestellt.
- Am westlichen Ortsrand findet man die Ölbergsmühle.  Auch diese war bereits um 1600 in Betrieb gegangen und wurde ab 1960 zu einem Wohnhaus umgebaut.[17]

### Weitere Sehenswürdigkeiten
- Antoniuskapelle mit Stationsweg
- Heimatstube
- Fachwerkhaus „Alte Schule“

### Vereine
Im Ort sind zahlreiche Vereine aktiv, unter anderem:
- der Sportverein TSV Jahn Geisleden e. V. seit 1908 aktiv
- der Motorsportclub MSC Geisleden, welcher „Am Berge“ über eine Motocrossstrecke verfügt, wo auch Rennen zur Deutschen Meisterschaft  für Seitenwagen durchgeführt werden
- die Geisleder Spinntuten e. V.

## Söhne und Töchter der Gemeinde
- Anton Rheinländer (1866–1928), deutscher Politiker der Zentrums-Partei und Reichstagsabgeordneter.